# Liese Prokopová
Liese Prokopová (27. března 1941, Vídeň – 31. prosince 2006, St. Pölten) byla rakouská atletka, vícebojařka a později politička.

## Životopis

### Sportovní dráha
Na olympiádě v Mexiku v roce 1968 vybojovala stříbrnou medaili v atletickém pětiboji. Její nejlepší sezónou byl rok 1969 – zvítězila v pětiboji na mistrovství Evropy v Athénách a vytvořila světový rekord výkonem 5352 bodů.

### Politická dráha
Po skončení sportovní kariéry se věnovala politické činnosti v řadách Rakouské lidové strany (ÖVP). Působila nejdřív v dolnorakouském parlamentu, později v zemské vládě (v letech 1992 až 2004 byla zástupkyní hejtmana Erwina Prölla. Dne 22. prosince 2004 byla jmenována jako první žena rakouskou ministryní vnitra ve druhé vládě Wolfganga Schüssela. Ve funkci byla až do své smrti 31. prosince 2006.

## Vyznamenání
- velkokříž Řádu svatého Řehoře Velikého
- velkokříž Řádu za zásluhy Lucemburského velkovévodství